# 哈里·瑞安
哈里·瑞安（英語：Harry Ryan，1893年11月21日—1961年4月14日），英国男子自行车运动员。他曾代表英国参加1920年夏季奥林匹克运动会自行车比赛，获得男子双人自行车赛金牌和男子个人竞速赛铜牌。